# Kabinett Brandt II
Das Kabinett Brandt II war vom 15. Dezember 1972 bis zum 16. Mai 1974 die amtierende Bundesregierung der Bundesrepublik Deutschland. Wie schon bei dem Kabinett Brandt I handelte es sich um eine sozialliberale Regierung aus SPD und FDP.

## Abstimmung im Bundestag
| Wahlgang                                                   | Kandidat        | Kandidat           | Stimmen    | Stimmenzahl | Anteil | Koalitionspartei(en) | Koalitionspartei(en) | Koalitionspartei(en) |
| ---------------------------------------------------------- | --------------- | ------------------ | ---------- | ----------- | ------ | -------------------- | -------------------- | -------------------- |
| 1. Wahlgang                                                |                 | Willy Brandt (SPD) | Ja-Stimmen | 269         | 54,2 % |                      |                      | SPD, FDP             |
| 1. Wahlgang                                                | Nein-Stimmen    | Willy Brandt (SPD) | 223        | 45,0 %      |        |                      |                      | SPD, FDP             |
| 1. Wahlgang                                                | Enthaltungen    | Willy Brandt (SPD) | 0          | 0,0 %       |        |                      |                      | SPD, FDP             |
| 1. Wahlgang                                                | Ungültig        | Willy Brandt (SPD) | 1          | 0,2 %       |        |                      |                      | SPD, FDP             |
| 1. Wahlgang                                                | nicht abgegeben | Willy Brandt (SPD) | 3          | 0,6 %       |        |                      |                      | SPD, FDP             |
| Damit wurde wieder Willy Brandt zum Bundeskanzler gewählt. |                 |                    |            |             |        |                      |                      |                      |

## Minister
| Amt oder Ressort                                            | Bild                  | Name                                     | Partei | Partei | Parlamentarische Staatssekretäre bzw. Staatsminister  | Partei | Partei |
| ----------------------------------------------------------- | --------------------- | ---------------------------------------- | ------ | --- | ----------------------------------------------------- | ------ | ------ |
| Bundeskanzler                                               |                       | Willy Brandt (1913–1992) bis 7. Mai 1974 |        | SPD | Karl Ravens (1927–2017)                               |        | SPD    |
| Stellvertreter des Bundeskanzlers Auswärtiges               |                       | Walter Scheel (1919–2016)                |        | FDP | Karl Moersch (1926–2017)                              |        | FDP    |
| Stellvertreter des Bundeskanzlers Auswärtiges               | Hans Apel (1932–2011) | Walter Scheel (1919–2016)                |        | FDP | SPD                                                   |        |        |
| Inneres                                                     |                       | Hans-Dietrich Genscher (1927–2016)       |        | FDP | Gerhart Rudolf Baum (1932–2025) Kurt Jung (1925–1989) |        | FDP    |
| Justiz                                                      |                       | Gerhard Jahn (1927–1998)                 |        | SPD | Alfons Bayerl (1923–2009)                             |        | SPD    |
| Finanzen                                                    |                       | Helmut Schmidt (1918–2015)               | SPD    | Hans Hermsdorf (1914–2001) bis 1. April 1974 Karl Haehser (1928–2012) ab 1. April 1974 Konrad Porzner (1935–2021) |                                                       | SPD    |        |
| Wirtschaft                                                  |                       | Hans Friderichs (* 1931)                 |        | FDP | Martin Grüner (1929–2018)                             |        | FDP    |
| Ernährung, Landwirtschaft und Forsten                       |                       | Josef Ertl (1925–2000)                   | FDP    | Fritz Logemann (1907–1993)                                                                                        |                                                       | FDP    |        |
| Arbeit und Sozialordnung                                    |                       | Walter Arendt (1925–2005)                |        | SPD | Helmut Rohde (1925–2016)                              |        | SPD    |
| Verteidigung                                                |                       | Georg Leber (1920–2012)                  | SPD    | Karl Wilhelm Berkhan (1915–1994)                                                                                  |                                                       | SPD    |        |
| Jugend, Familie und Gesundheit                              |                       | Katharina Focke (1922–2016)              | SPD    | Heinz Westphal (1924–1998)                                                                                        |                                                       | SPD    |        |
| Verkehr                                                     |                       | Lauritz Lauritzen (1910–1980)            | SPD    | Ernst Haar (1925–2004)                                                                                            |                                                       | SPD    |        |
| Raumordnung, Bauwesen und Städtebau                         |                       | Hans-Jochen Vogel (1926–2020)            | SPD    | Dieter Haack (* 1934)                                                                                             |                                                       | SPD    |        |
| Innerdeutsche Beziehungen                                   |                       | Egon Franke (1913–1995)                  | SPD    | Karl Herold (1921–1977)                                                                                           |                                                       | SPD    |        |
| Forschung und Technologie und Post- und Fernmeldewesen      |                       | Horst Ehmke (1927–2017)                  | SPD    | Volker Hauff (* 1940)                                                                                             |                                                       | SPD    |        |
| Bildung und Wissenschaft                                    |                       | Klaus von Dohnanyi (* 1928)              | SPD    | Fred Zander (1935–2012)                                                                                           |                                                       | SPD    |        |
| Wirtschaftliche Zusammenarbeit                              |                       | Erhard Eppler (1926–2019)                | SPD    | Hans Matthöfer (1925–2009)                                                                                        |                                                       | SPD    |        |
| Besondere Aufgaben (beim Bundeskanzler)                     |                       | Egon Bahr (1922–2015)                    | SPD    | |                                                       |        |        |
| Besondere Aufgaben (beim Stellvertreter des Bundeskanzlers) |                       | Werner Maihofer (1918–2009)              |        | FDP |                                                       |        |        |